# 戰爭社會主義
戰爭社會主義（德語：Kriegssozialismus）是一個经济体概念，用于描述第一次世界大戰期间德國的戰爭經濟结构。

## 词源释意
第一次世界大戰前，德國社會民主黨黨內有部分人士提倡戰爭社會主義，即透過中央統制的經濟制度來因應戰爭。此種主張是後来納粹德國總體戰經濟制度的雛形。

## 历史
隨著第一次世界大戰的開始，德國社會民主黨处于一個尴尬的位置。作为一个國際性的政党，他們最终投票支持德国发动的戰爭。社會民主黨的党员主体是工人，现在被要求入伍；而工会与行业协会也成为战争机器的一部分。
自由经济因此受到严重压制，旨在提高武器裝備生產的中央計劃取代了市場經濟。消費品开始出现配給制。 
戰爭社會主義概念正是通过这些重要步驟过渡到國家社會主義。